# Змиевка (Херсонская область)
Змиевка (укр. Зміївка) — село в Бериславском районе Херсонской области Украины.

## Население
Население по переписи 2001 года составляло 2759 человек.

### Языковой состав
Родной язык населения по данным переписи 2001 года:
| Язык       | Численность, чел. | Доля     |
| ---------- | ----------------- | -------- |
| Украинский | 2 567             | 93,04 %  |
| Русский    | 145               | 5,26 %   |
| Другое     | 47                | 1,70 %   |
| Итого      | 2 759             | 100,00 % |

## История
В октябре 1995 года Кабинет министров Украины утвердил решение о приватизации находившегося здесь совхоза.

## Местный совет
74372, Херсонская обл., Бериславский р-н, с. Змиевка, ул. Набережная, 16.